# Trans
Trans – jeden z rodzajów odmiennych stanów świadomości.
Stan umysłu charakteryzujący się zmienioną świadomością, co oznacza również zmienioną wrażliwość na bodźce. Trans może wywoływać stan obniżonej lub podwyższonej świadomości. Osoby pogrążone w transie mogą wykonywać określone czynności podświadomie, w sposób niekontrolowany przez świadomość.

## Czynniki sprawcze
Stany transowe wywoływano podczas ceremonii i rytuałów. Czynnikiem wprowadzającym w trans były rytmicznie powtarzane dźwięki, np.: uderzanie w bęben. W trans zapadały osoby po zażyciu silnego narkotyku, przeważnie halucynogenu. Do wywoływania stanów transowych używa się również nagrań binuralnych np. Hemi-Sync.

## Znaczenie
Z perspektywy pierwotnej medycyny trans był narzędziem znieczulającym.
Uważa się jakoby stany transu były pomocne w „budzeniu” zjawisk paranormalnych, np. jasnowidzenia.
Trans określany jest przez szamanów jako wyjście duszy z ciała, najważniejszy jest rytm transowy wybijany na płaskim szamańskim bębenku: uderzenie w brzeg, bliżej środka i pośrodku, pauza, uderzenie pośrodku, bliżej brzegu i przy brzegu, pauza, trzy uderzenia w różnych częściach bębenka co sprawia wrażenie pulsowania rytmu, naukowo stan zwany transem to wyłączenie kory mózgowej, rozsynchronizowanie neuronów kory mózgowej przez rytm transowy, kiedy może ujawnić się podświadomość. U Słowian szaman nazywany był wołchwem – wołający dobre duchy.

## Podział
W badaniach nad stanami transu stosowany jest elektroencefalograf. Istnieją dwa rodzaje transu.
- Pierwszym z nich jest trans płytki, w który wprowadzają narkotyki, halucynogenne zioła, grzyby i napary.
- Drugim rodzajem transu jest trans naturalny, w który wprowadza rytmiczna muzyka (współcześnie jesteśmy na nią bardziej odporni). Samodzielne wprowadzanie się w trans bez nadzoru osób, które się na tym znają, może być niebezpieczne.